# Paratilapia
Paratilapia es un género de peces de la familia Cichlidae en el orden de los Perciformes.

## Especies
Las especies de este género son:
- Paratilapia polleni Bleeker, 1868
- Paratilapia toddi Boulenger, 1905